# Adalbert Kovács
Adalbert Kovács (* 28. September 1920 in Timișoara; † 1999) war ein rumänischer Fußballspieler. Der Stürmer bestritt 172 Spiele in der höchsten rumänischen Fußballliga, der Divizia A (heute Liga 1).

## Karriere
Adalbert Kovács begann mit dem Fußballspielen in seiner Heimatstadt Timișoara bei Chinezul Timișoara. Nach Ausbruch des Zweiten Weltkrieges begann seine Karriere in Ungarn bei Kaposvári Rákóczi FC, da dort der Spielbetrieb noch nicht unterbrochen worden war.
Nach Kriegsende kehrte Kovács nach Rumänien zurück und schloss sich ITA Arad, dem erfolgreichsten Verein der Nachkriegszeit, an. Mit ITA – später unter dem Namen Flamura Roșie Arad – konnte Kovács in den Jahren 1947, 1948 und 1950 dreimal die rumänische Meisterschaft sowie in den Jahren 1948 und 1953 den rumänischen Pokal gewinnen.
Zu Beginn der Saison 1954 verließ Kovács Arad und kehrte zu Locomotiva Timișoara in seine Heimatstadt zurück. Nachdem er dort in seinem ersten Jahr noch zweitbester Torjäger der Divizia A war, kam er in den folgenden Jahren weniger zum Einsatz und glänzte nur noch selten als Torschütze. Nach dem Abstieg am Ende der Saison 1956 beendete er seine Karriere.

### Nationalmannschaft
Kovács kam lediglich auf drei Einsätze für die rumänische Fußballnationalmannschaft. Seinen Einstand hatte er am 21. September 1947 gegen die Tschechoslowakei. Sein letztes Länderspiel bestritt er am 2. Mai 1948 gegen Albanien.

## Erfolge
- Rumänischer Meister: 1947, 1948, 1950
- Rumänischer Pokalsieger: 1948, 1953